# Leichtathletik-U20-Südamerikameisterschaften 2021
Die 44. Leichtathletik-U20-Südamerikameisterschaften fanden vom 9. bis zum 10. Juli 2021 in der peruanischen Hauptstadt Lima statt, das damit zum vierten Mal Ausrichter dieser Wettkämpfe war.

## Ergebnisse

### Männer

#### 100 m
| Platz | Athlet            | Land | Zeit (s) |
| ----- | ----------------- | ---- | -------- |
| 1     | Tomás Mondino     | ARG  | 10,43    |
| 2     | Bautista Diamante | ARG  | 10,53    |
| 3     | Jhon Paredes      | COL  | 10,55    |
| 4     | Katriel Angulo    | ECU  | 10,63    |
| 5     | Steeven Salas     | ECU  | 10,70    |
| 6     | Izaias Sales      | BRA  | 10,82    |
| 7     | Luís Angulo       | PER  | 10,92    |
|       | Robson Aguiar     | BRA  | DSQ      |

Finale: 9. Juli
Wind: +1,5 m/s

#### 200 m
| Platz | Athlet             | Land | Zeit (s) |
| ----- | ------------------ | ---- | -------- |
| 1     | Tomás Mondino      | ARG  | 21,24    |
| 2     | Bautista Diamante  | ARG  | 21,27    |
| 3     | Katriel Angulo     | ECU  | 21,51    |
| 4     | Steeven Salas      | ECU  | 21,67    |
| 5     | Joaquin Daza       | CHI  | 21,72    |
| 6     | Santiago Bocanegra | COL  | 21,99    |
| 7     | Pedro Roach        | CHI  | 22,22    |
|       | Murilo Pacheco     | BRA  | DNF      |

10. Juli
Wind: +1,6 m/s

#### 400 m
| Platz              | Athlet              | Land | Zeit (s) |
| ------------------ | ------------------- | ---- | -------- |
| 1                  | Vinícius Galeno     | BRA  | 48,40    |
| 2                  | Miguel Maldonado    | ECU  | 48,73 PB |
| 3                  | Martín Kouyoumdjian | CHI  | 48,90    |
| 4                  | Jádson Lima         | BRA  | 49,90    |
| 5                  | Fredy Vásquez       | ECU  | 50,67    |
|                    | Carlos Morales      | COL  | DNF      |
| Jhonatan Rodríguez | COL                 | DNS  |          |

9. Juli

#### 800 m
| Platz | Athlet            | Land | Zeit (min) |
| ----- | ----------------- | ---- | ---------- |
| 1     | Leonardo Santos   | BRA  | 1:48,78    |
| 2     | Pedro Emmert      | ARG  | 1:51,70    |
| 3     | Pedro De Souza    | BRA  | 1:52,71    |
| 4     | Luciano Arriagada | CHI  | 1:53,20    |
| 5     | Samuel Guarín     | COL  | 1:54,12    |
| 6     | Alan Minda        | ECU  | 1:54,47    |
| 7     | Flavio Torres     | PER  | 1:59,88    |
| 8     | Hector Broncano   | ECU  | 2:00,06    |

9. Juli

#### 1500 m
| Platz | Athlet             | Land | Zeit (min) |
| ----- | ------------------ | ---- | ---------- |
| 1     | Dylan Van Der Hock | ARG  | 3:50,73    |
| 2     | Brayan Jara        | CHI  | 3:52,33    |
| 3     | Jânio Gonçalves    | BRA  | 3:52,45    |
| 4     | Rolando Ortíz      | COL  | 3:52,49    |
| 5     | Gonzalo Gervasini  | URU  | 3:53,81    |
| 6     | Victor Carpeggiani | URU  | 3:54,71    |
| 7     | Pedro Marín        | COL  | 3:58,31    |
| 8     | Lucas Jiménez      | ECU  | 3:58,79    |

9. Juli

#### 3000 m
| Platz | Athlet          | Land | Zeit (min) |
| ----- | --------------- | ---- | ---------- |
| 1     | Matías Reynagas | ARG  | 8:19,18    |
| 2     | Rolando Ortíz   | COL  | 8:20,34    |
| 3     | David Ninavia   | BOL  | 8:23,01    |
| 4     | Brayan Jara     | CHI  | 8:34,25    |
| 5     | Lucas Jiménez   | ECU  | 8:42,30    |
| 6     | Roman Santos    | BOL  | 8:44,95    |
| 7     | Alex Caiza      | ECU  | 8:47,95    |
| 8     | Maximino Júnior | BRA  | 8:49,24    |

10. Juli

#### 5000 m
| Platz | Athlet          | Land | Zeit (min) |
| ----- | --------------- | ---- | ---------- |
| 1     | David Ninavia   | BOL  | 14:29,0    |
| 2     | Matías Reynagas | ARG  | 14:43,5    |
| 3     | Alex Caiza      | ECU  | 14:51,2    |
| 4     | Miguel Cruz     | PER  | 15:04,2    |
| 5     | Jhon Sotacuro   | PER  | 15:20,3    |
| 6     | Diego Orozco    | COL  | 15:22,2    |
| 7     | Maximino Júnior | BRA  | 15:26,3    |
| 8     | Valentín Soca   | URU  | 15:30,9    |

9. Juli

#### 10.000 m Gehen
| Platz | Athlet             | Land | Zeit (min) |
| ----- | ------------------ | ---- | ---------- |
| 1     | Cristián Rojas     | COL  | 42:48,50   |
| 2     | Saúl Wanputsrit    | ECU  | 42:53,95   |
| 3     | Mateo Romero       | COL  | 42:54,57   |
| 4     | Wilson Arratia     | BOL  | 43:17,85   |
| 5     | Francisco Soto     | PER  | 43:38,48   |
| 6     | Sebastián Giuliani | ARG  | 43:47,51   |
| 7     | Terry Villacorte   | ECU  | 44:34,33   |
| 8     | Rubens de Barros   | BRA  | 44:34,43   |

9. Juli

#### 110 m Hürden (99 cm)
| Platz | Athlet                    | Land | Zeit (s) |
| ----- | ------------------------- | ---- | -------- |
| 1     | Fabrício Pereira          | BRA  | 13,73    |
| 2     | Jhon Paredes              | COL  | 13,75 SB |
| 3     | Kevin Simisterra          | ECU  | 14,26    |
| 4     | Thiago Ornelas dos Santos | BRA  | 14,34    |
| 5     | Kevin Mendieta            | PAR  | 14,41    |
| 6     | Juan Apodaca              | ECU  | 14,43    |
| 7     | Martín Barreda            | PER  | 15,58    |

9. Juli
Wind: −0,2 m/s

#### 400 m Hürden
| Platz | Athlet             | Land | Zeit (s) |
| ----- | ------------------ | ---- | -------- |
| 1     | Gabriel dos Santos | BRA  | 52,33    |
| 2     | César Parra        | VEN  | 52,84    |
| 3     | Néider Abello      | COL  | 53,34    |
| 4     | Byron Preciado     | ECU  | 54,88    |
| 5     | Leonardo Mendes    | BRA  | 54,99    |
| 6     | Bruno De Genaro    | ARG  | 56,09    |

10. Juli

#### 3000 m Hindernis
| Platz | Athlet             | Land | Zeit (min) |
| ----- | ------------------ | ---- | ---------- |
| 1     | Dylan Van Der Hock | ARG  | 09:07,74   |
| 2     | Natan Nepomuceno   | BRA  | 09:08,01   |
| 3     | Vinicius Alves     | BRA  | 09:11,08   |
| 4     | Tomás Vega         | ARG  | 09:16,38   |
| 5     | Roman Santos       | ECU  | 09:30,83   |
| 6     | Rusvel Pacheco     | PER  | 09:44,71   |
| 7     | Ronny Clemente     | PER  | 10:15,15   |

10. Juli

#### 4 × 100 m Staffel
| Platz | Land        | Athleten                                                      | Zeit (min) |
| ----- | ----------- | ------------------------------------------------------------- | ---------- |
| 1     | Brasilien   | Igor de Oliveira Renan Gallina Fabricio Pereira Robson Aguiar | 41,01      |
| 2     | Ecuador     | Xavier Casierra Katriel Angulo Miguel Maldonado Steeven Salas | 41,11      |
| 3     | Argentinien | Bruno De Genaro Tomás Mondino Pedro Emmert Bautista Diamante  | 41,27      |
| 4     | Kolumbien   | Carlos Flórez Jhon Paredes Santiago Bocanegra Néider Abello   | 41,47      |
| 5     | Chile       | Juan Nordetti Pedro Roach Joaquin Daza Antonio Pereira        | 41,70      |
| 6     | Peru        | Luís Angulo Pablo Cieza Ismael Arevalo Marcelo Del Campo      | 42,02      |

10. Juli

#### 4 × 400 m Staffel
| Platz | Land        | Athleten                                                       | Zeit (min) |
| ----- | ----------- | -------------------------------------------------------------- | ---------- |
| 1     | Brasilien   | João Barros Leonardo Santos Pedro de Souza Vinicius Galeno     | 3:13,21    |
| 2     | Ecuador     | Katriel Angulo Miguel Maldonado Steeven Salas Alan Minda       | 3:15,58    |
| 3     | Argentinien | Bruno De Genaro Bautista Diamante Matías Reynagas Pedro Emmert | 3:18,92    |
| 4     | Chile       | Joaquin Daza Martín Kouyoumdjian Pedro Roach Nicanor Millan    | 3:19,46    |
| 5     | Peru        | José Romero Julio Del Castillo Sebastian Villon Hugo Carazas   | 3:26,94    |

10. Juli

#### Hochsprung
| Platz | Athlet            | Land | Weite (m) |
| ----- | ----------------- | ---- | --------- |
| 1     | Anderson Asprilla | COL  | 2,07      |
| 2     | Emiliano Benítez  | ARG  | 2,04      |
| 3     | Roger Alves       | BRA  | 2,04      |
| 4     | Nicolás Numair    | CHI  | 2,01      |
| 4     | Pedro Álamos      | CHI  | 2,01      |
| 6     | Eron de Araujo    | BRA  | 2,01      |
| 7     | Kevin Tomangilla  | PER  | 1,90      |
| 7     | Justin Herrera    | ECU  | 1,90      |

10. Juli

#### Stabhochsprung
| Platz | Athlet             | Land | Höhe (m) |
| ----- | ------------------ | ---- | -------- |
| 1     | Austin Ramos       | ECU  | 4,90     |
| 2     | Nicolás Martín     | CHI  | 4,65     |
|       | Sebastián Canchila | COL  | NMH      |

9. Juli

#### Weitsprung
| Platz | Athlet           | Land | Weite (m) |
| ----- | ---------------- | ---- | --------- |
| 1     | Jhon Berrío      | COL  | 7,61      |
| 2     | Gabriel Boza     | BRA  | 7,50      |
| 3     | Julio Mendes     | BRA  | 7,06      |
| 4     | Facundo Rual     | URU  | 6,85      |
| 5     | Marco Ponce      | ECU  | 6,81      |
| 6     | Oscar Comedta    | COL  | 6,79      |
| 7     | Adrián Nazareno  | ECU  | 6,69      |
| 8     | Micael Gutiérrez | PER  | 6,21      |

9. Juli

#### Dreisprung
| Platz | Athlet            | Land | Weite (m) |
| ----- | ----------------- | ---- | --------- |
| 1     | Gregory Palacios  | ECU  | 15,51     |
| 2     | Oscar Comedta     | COL  | 15,24     |
| 3     | Felipe da Silva   | BRA  | 15,20     |
| 4     | Breno de Carvalho | BRA  | 14,90     |
| 5     | Jhon Berrío       | COL  | 14,82     |
| 6     | Marco Ponce       | ECU  | 14,38     |

10. Juli

#### Kugelstoßen
| Platz | Athlet                | Land | Weite (m) |
| ----- | --------------------- | ---- | --------- |
| 1     | Ronald Grueso         | COL  | 17,88     |
| 2     | Vinicius Avancini     | BRA  | 17,31     |
| 3     | Juan Manuel Arrieguez | ARG  | 17,02     |
| 4     | Rodrigo Trenhago      | BRA  | 16,74     |
| 5     | Steven Cevallos       | ECU  | 15,02     |
| 6     | Matias Navarrete      | CHI  | 13,95     |

9. Juli

#### Diskuswurf
| Platz | Athlet            | Land | Weite (m) |
| ----- | ----------------- | ---- | --------- |
| 1     | Ronald Grueso     | COL  | 57,78     |
| 2     | Rodrigo Trenhago  | BRA  | 52,23     |
| 3     | Steven Cevallos   | ECU  | 51,32     |
| 4     | Matheus de Barros | BRA  | 47,11     |
| 5     | Ricardo Nomberto  | PER  | 34,58     |

10. Juli

#### Hammerwurf
| Platz | Athlet            | Land | Weite (m) |
| ----- | ----------------- | ---- | --------- |
| 1     | Sebastián Tommasi | ARG  | 68,83     |
| 2     | Luís Nuñez        | ARG  | 65,99     |
| 3     | Cipriano Riquelme | CHI  | 63,33     |
| 4     | Javier Rivera     | ARG  | 59,62     |
| 5     | Heber Santos      | BRA  | 57,55     |
| 6     | Marcos Lopes      | BRA  | 57,06     |
| 7     | Isaac Benavides   | PER  | 53,09     |

9. Juli

#### Speerwurf
| Platz | Athlet             | Land | Weite (m) |
| ----- | ------------------ | ---- | --------- |
| 1     | Juan Amarilla      | ARG  | 62,72     |
| 2     | Lars Flaming       | PAR  | 60,70     |
| 3     | Lautaro Techera    | URU  | 60,37     |
| 4     | Yuri Benites       | BRA  | 58,24     |
| 5     | Davi Rosa          | BRA  | 56,14     |
| 6     | Carlos Rospigliosi | PER  | 52,27     |

9. Juli

#### Zehnkampf
| Platz | Athlet            | Land | Weite (m) |
| ----- | ----------------- | ---- | --------- |
| 1     | Arnaldo Júnior    | BRA  | 6511      |
| 2     | Matheus Pires     | BRA  | 6433      |
| 3     | Ricardo Mireles   | VEN  | 6388      |
| 4     | Dinkon Sinisterra | COL  | 5917      |
|       | Nicolás Martin    | CHI  | DNF       |

9./10. Juli

### Mädchen

#### 100 m
| Platz | Athletin          | Land | Zeit (s) |
| ----- | ----------------- | ---- | -------- |
| 1     | Natalia Linares   | COL  | 11,68    |
| 2     | Nicole Chalá      | ECU  | 11,98    |
| 3     | Ana de Oliveira   | BRA  | 12,07    |
| 4     | Laura Martínez    | COL  | 12,09    |
| 5     | Tainara Mees      | BRA  | 12,22    |
| 6     | Malena Saravia    | URU  | 12,29    |
| 7     | Martina Bonaudi   | URU  | 12,38    |
| 8     | Valentina Polanco | ARG  | 12,42    |

Finale: 9. Juli
Wind: +1,4 m/s

#### 200 m
| Platz | Athletin              | Land | Zeit (s) |
| ----- | --------------------- | ---- | -------- |
| 1     | Érica Cavalheiro      | BRA  | 24,52    |
| 2     | Ana de Oliveira       | BRA  | 24,88    |
| 3     | María Aspillaga       | CHI  | 24,89    |
| 4     | Nicole Chalá          | ECU  | 25,02 PB |
| 5     | Melany Bolaño         | COL  | 25,13    |
| 6     | Martina Bonaudi       | URU  | 25,37    |
| 7     | Valentina Di Giuseppe | PAR  | 25,75    |
| 8     | Malena Saravia        | URU  | 26,29    |
|       | Evelyn Mercado        | ECU  | DNS      |

10. Juli
Wind: +0,1 m/s

#### 400 m
| Platz | Athletin         | Land | Zeit (s) |
| ----- | ---------------- | ---- | -------- |
| 1     | Érica Cavalheiro | BRA  | 54,08    |
| 2     | Taimara de Melo  | BRA  | 57,13    |
| 3     | Marcela Reyes    | COL  | 57,75    |
| 4     | Jhovana Camargo  | COL  | 58,00    |
| 5     | Xiomara Ibarra   | ECU  | 60,50    |

9. Juli

#### 800 m
| Platz | Athletin       | Land | Zeit (min) |
| ----- | -------------- | ---- | ---------- |
| 1     | Laura Acuña    | CHI  | 2:10,79    |
| 2     | Angely Garrido | VEN  | 2:12,23    |
| 3     | Lindsey Lopes  | BRA  | 2:12,89    |
| 4     | Anita Poma     | PER  | 2:16,97    |
| 5     | Dhenifer Vaz   | BRA  | 2:18,03    |
| 6     | Grace Achote   | ECU  | 2:19,10    |
| 7     | Laura Ossa     | COL  | 2:21,33    |
| 8     | María Martínez | ECU  | 2:22,82    |

9. Juli

#### 1500 m
| Platz | Athletin             | Land | Zeit (min) |
| ----- | -------------------- | ---- | ---------- |
| 1     | Carmen Alder         | ECU  | 4:24,53 CR |
| 2     | Laura Acuña          | CHI  | 4:26,94    |
| 3     | Stefany López        | COL  | 4:32,02 PB |
| 4     | Lindsey Lopes        | BRA  | 4:42,94    |
| 5     | Vanessa Alder        | ECU  | 4:43,44    |
| 6     | Camila Correa        | URU  | 4:43,78    |
| 7     | Laura Ossa           | COL  | 4:50,38    |
| 8     | Francielly Marcondes | BRA  | 4:52,13    |

9. Juli

#### 3000 m
| Platz | Athletin             | Land | Zeit (min)  |
| ----- | -------------------- | ---- | ----------- |
| 1     | Carmen Alder         | ECU  | 09:26,51 CR |
| 2     | Sofia Mamani         | PER  | 09:37,07    |
| 3     | Paula Vega           | ECU  | 10:07,42    |
| 4     | Isidora Rojas        | CHI  | 10:27,64    |
| 5     | Francielly Marcondes | BRA  | 10:36,05    |
| 6     | Menacho Yamilet      | PER  | 10:36,06    |

10. Juli

#### 5000 m
| Platz | Athletin     | Land | Zeit (min)  |
| ----- | ------------ | ---- | ----------- |
| 1     | Sofia Mamani | PER  | 16:41,34 CR |
| 2     | Paula Vega   | ECU  | 17:18,91    |
| 3     | Jimena Apaza | PER  | 17:57,61    |
| 4     | María Once   | ECU  | 18:21,92    |

9. Juli

#### 10.000 m Gehen
| Platz | Athlet             | Land | Zeit (min) |
| ----- | ------------------ | ---- | ---------- |
| 1     | Gabriela Muniz     | BRA  | 47:11,69   |
| 2     | Paula Valdez       | ECU  | 47:17,82   |
| 3     | Inés Huallpa       | BOL  | 49:07,18   |
| 4     | Freysi Donaires    | PER  | 49:17,78   |
| 5     | Stephanie Chávez   | BOL  | 49:29,99   |
| 6     | María Mendoza      | ECU  | 50:30,40   |
| 7     | Yeimi Cañon        | COL  | 52:05,65   |
| 8     | Alicia Curtihuanca | PER  | 53:23,45   |

10. Juli

#### 100 m Hürden
| Platz | Athletin           | Land | Zeit (s) |
| ----- | ------------------ | ---- | -------- |
| 1     | Daniele Campigotto | BRA  | 13,99    |
| 2     | Isabel Urrutia     | COL  | 14,05    |
| 3     | Catalina González  | ARG  | 14,74    |
| 4     | Lays Silva         | BRA  | 14,78    |
| 5     | Ana Paula Argüello | PAR  | 15,06    |
| 6     | Oriana Wu          | PER  | 16,50    |
|       | Fernanda Maita     | VEN  | DNS      |

9. Juli
Wind: +0,6 m/s

#### 400 m Hürden
| Platz | Athletin                | Land | Zeit (s) |
| ----- | ----------------------- | ---- | -------- |
| 1     | María Alejandra Murillo | COL  | 61,69    |
| 2     | Camille de Oliveira     | BRA  | 61,73    |
| 3     | Laiane de Almeida       | BRA  | 63,50    |
| 4     | Adriana Alajo           | ECU  | 65,47    |
| 5     | Flavia Buongermini      | PAR  | 67,86    |

10. Juli

#### 3000 m Hindernis
| Platz | Athletin         | Land | Zeit (min)  |
| ----- | ---------------- | ---- | ----------- |
| 1     | Stefany López    | COL  | 10:14,81 CR |
| 2     | Verónica Huacasi | PER  | 10:28,81    |
| 3     | Jimena Apaza     | PER  | 11:07,43    |
| 4     | María Once       | ECU  | 11:17,37    |
| 5     | Grace Achote     | ECU  | 11:58,13    |

10. Juli

#### 4 × 100 m Staffel
| Platz | Land                                                         | Athleten                                                                   | Zeit (s) |
| ----- | ------------------------------------------------------------ | -------------------------------------------------------------------------- | -------- |
| 1     | Kolumbien                                                    | Isabel Urrutia Natalia Linares Melany Bolaño Laura Martínez                | 46,35    |
| 2     | Brasilien                                                    | Alana Amorim Tainara Mees Suellen de Sant Anna Ana de Oliveira             | 47,38    |
| 3     | Ecuador                                                      | Xiomara Ibarra Mina Nazareno Noelia Martínez Nicole Chalá                  | 48,83    |
| 4     | Uruguay                                                      | Silvina Gil Malena Saravia Millie Díaz Martina Bonaudi                     | 49,09    |
| 5     | Paraguay                                                     | Flavia Buongermini María Martínez Ana Paula Argüello Valentina Di Giuseppe | 49,83    |
|       | Argentinien                                                  | Luciana Gennari Catalina González Sofia Hryncyszyn Valentina Polanco       | DSQ      |
| Peru  | Jasmin Figueroa Paula Daruich Ariana Botton Gabriela Posavac | DSQ                                                                        |          |

10. Juli

#### 4 × 400 m Staffel
| Platz | Land      | Athleten                                                                 | Zeit (min) |
| ----- | --------- | ------------------------------------------------------------------------ | ---------- |
| 1     | Brasilien | Leticia de Oliveira Marina de Siqueira Laiane de Almeida Taimara de Melo | 3:51,17    |
| 2     | Kolumbien | Marcela Reyes Laura Ossa María Alejandra Murillo Jhovana Camargo         | 3:53,43    |
| 3     | Peru      | Andrea Gómez Rebeca Vásquez Vania Ramírez Ariana Botton                  | 3:53,58    |
|       | Ecuador   | Dayanara Nazareno Carmen Alder Nicole Chalá Adriana Alajo                | DNS        |

10. Juli

#### Hochsprung
| Platz          | Athletin         | Land | Höhe (m) |
| -------------- | ---------------- | ---- | -------- |
| 1              | Arielly Monteiro | BRA  | 1,79     |
| 2              | Silvina Gil      | URU  | 1,73     |
| 3              | Joaquina Dura    | ARG  | 1,73 PB  |
| 4              | Ornelys Ortíz    | VEN  | 1,60     |
| 4              | Daniella Muñoz   | PER  | 1,60     |
| 6              | Nicole Urbina    | PER  | 1,60     |
|                | Abril Okon       | ARG  | NMH      |
| Gabriela de Sá | BRA              | DNS  |          |

10. Juli

#### Stabhochsprung
| Platz | Athletin              | Land | Höhe (m) |
| ----- | --------------------- | ---- | -------- |
| 1     | Luciana Gómez-Iriondo | ARG  | 3,90     |
| 2     | Tatiana Bedoya        | COL  | 3,57     |
| 3     | Sofia Hryncyszyn      | ARG  | 3,32     |
| 4     | Julia Salvi           | BRA  | 3,32     |
| 5     | Carol Ruíz            | COL  | 3,22     |
| 6     | Carla Santos          | BRA  | 3,22     |
|       | Arantxa Cortez        | PER  | NMH      |

9. Juli

#### Weitsprung
| Platz | Athletin           | Land | Weite (m) |
| ----- | ------------------ | ---- | --------- |
| 1     | Natalia Linares    | COL  | 6,14      |
| 2     | Lissandra Campos   | BRA  | 6,07      |
| 3     | Vanessa dos Santos | BRA  | 5,93      |
| 4     | Joaquina Dura      | ARG  | 5,53      |
| 5     | Ana Paula Argüello | PAR  | 5,52      |
| 6     | Paula Daruich      | PER  | 5,47      |
| 7     | Indiana Holgado    | ARG  | 5,43      |
| 8     | Noelia Martínez    | ECU  | 5,08      |

9. Juli

#### Dreisprung
| Platz | Athletin            | Land | Weite (m) |
| ----- | ------------------- | ---- | --------- |
| 1     | Whaylla de Oliveira | BRA  | 12,63     |
| 2     | Estrella Lobo       | COL  | 12,52     |
| 3     | Indiana Holgado     | ARG  | 12,46     |
| 4     | Vivica Ilobi        | BRA  | 12,36     |
| 5     | Luciana Gennari     | ARG  | 12,29     |
| 6     | Mairy Pires         | VEN  | 12,22     |
| 7     | María Garnham       | CHI  | 12,03     |
| 8     | Fernanda Maita      | VEN  | 11,87     |

10. Juli

#### Kugelstoßen (4 kg)
| Platz | Athletin         | Land | Weite (m) |
| ----- | ---------------- | ---- | --------- |
| 1     | Taniele da Silva | BRA  | 12,66     |
| 2     | Nicole Valencia  | COL  | 12,29     |
| 3     | Giovanna Costa   | BRA  | 11,71     |
| 4     | Natalia Boggero  | ARG  | 11,58     |

9. Juli

#### Diskuswurf (1 kg)
| Platz | Athletin        | Land | Weite (m) |
| ----- | --------------- | ---- | --------- |
| 1     | Valentina Ulloa | CHI  | 44,89     |
| 2     | Ana Sarli       | ARG  | 42,03     |
| 3     | Giovanna Costa  | BRA  | 39,95     |
| 4     | Natalia Boggero | ARG  | 39,81     |
| 5     | María Florez    | COL  | 39,73     |
| 6     | Nicole Valencia | COL  | 39,11     |
| 7     | Nereida Santa   | ECU  | 38,21     |
| 8     | Yasmin Piske    | BRA  | 37,14     |

10. Juli

#### Hammerwurf
| Platz | Athletin           | Land | Weite (m) |
| ----- | ------------------ | ---- | --------- |
| 1     | Valentina Claveria | CHI  | 59,05     |
| 2     | Nereida Santa      | ECU  | 56,25     |
| 3     | Yennifer Barahona  | COL  | 52,45     |
| 4     | Katerine Tantalean | PER  | 47,26     |
| 5     | Camila Barbosa     | BRA  | 46,68     |
| 6     | Larissa Fraga      | BRA  | 46,40     |
| 7     | María Piccardo     | PAR  | 44,59     |

9. Juli

#### Speerwurf
| Platz | Athletin          | Land | Weite (m) |
| ----- | ----------------- | ---- | --------- |
| 1     | Valentina Barrios | COL  | 47,97     |
| 2     | Manuela Rotundo   | URU  | 46,45     |
| 3     | Fiorella Veloso   | PAR  | 44,02     |
| 4     | Stefany da Silva  | BRA  | 43,33     |
| 5     | Bruna de Jesus    | BRA  | 41,71     |
| 6     | Ariana Delgado    | PER  | 38,04     |

9. Juli

#### Siebenkampf
| Platz | Athletin          | Land | Punkte  |
| ----- | ----------------- | ---- | ------- |
| 1     | Giovana Corradi   | BRA  | 5090    |
| 2     | Ana Ferraz        | BRA  | 4995    |
| 3     | Saleme Buenanueva | ARG  | 4778 PB |
| 4     | Camila Jiménez    | BOL  | 4181    |
| 5     | Agustina Cruz     | CHI  | 4142    |
| 6     | Marianger Chirino | VEN  | 3604    |
|       | Angie Barboza     | VEN  | DNS     |

9./10. Juli

### Mixed

#### 4 × 400 m Staffel
| Platz | Land        | Athleten                                                            | Zeit (min) |
| ----- | ----------- | ------------------------------------------------------------------- | ---------- |
| 1     | Brasilien   | Gabriel dos Santos Érica Cavalheiro Camille de Oliveira João Barros | 3:28,33    |
| 2     | Ecuador     | Miguel Maldonado Carmen Alder Adriana Alajo Alan Minda              | 3:35,95    |
| 3     | Peru        | José Romero Rebeca Vásquez Hugo Carazas Andrea Gómez                | 3:41,79    |
| 4     | Argentinien | Pedro Emmert Abril Okon Joaquina Dura Dylan Van Der Hock            | 3:47,67    |
| 5     | Paraguay    | Kevin Mendieta Ana Paula Argüello María Martínez Erick dos Santos   | 3:49,51    |
| 6     | Uruguay     | Millie Díaz Gonzalo Gervasini Valentín Soca Camila Correa           | 3:51,13    |

10. Juli